# Martina Franz
Martina Franz (Berna, Suiza, 10 de enero de 1986) es una periodista, comentarista, modelo y veterinaria de origen suizo, nacionalizada mexicana radicada en México.

## Biografía
Alcanzó el cuarto lugar del concurso de belleza de la revista Maxim en el 2005 y durante uno de sus trabajos como modelo en Costa Rica fue descubierta por Javier Alarcón, quien le ofreció conducir algunas cápsulas informativas para Televisa Deportes. Martina realizó algunas cápsulas durante el Mundial del 2006 y más tarde, se convirtió en el sueño de Brozo, el payaso tenebroso durante la cobertura que hicieron ambos durante los Juegos Olímpicos de Beijing de 2008. Durante esta cobertura, Martina se convirtió en "la chica del medallero" y todos los días podíamos verla en la televisión interactuando con Brozo. Durante el 2009, fue parte del equipo que cubrió el Superbowl y junto a Vanessa Huppenkothen se convirtió en la sensación del momento al unirse a las pruebas de porristas de los Bucaneros de Tampa Bay. 
Habla de manera fluida el romanche, el alemán, el inglés y el español.

## Trayectoria
- Maxim, modelo.
- Televisa Deportes, periodista, comentarista, conductora y modelo.

## Programas
- Primero Noticias
- Matutino Express
- La jugada
- Los héroes del norte